# Эми Седжвик
Эми Седжвик (англ. Amy Sedgwick; 27 октября 1835 — 7 ноября 1897) — британская актриса.

## Биография
Родилась под именем Сара Гардинер в Бристоле 27 октября 1835 года. На протяжении трёх лет выступала в провинциях Бристоля, прежде чем перебралась в Манчестер. 5 октября 1857 года приняла участие в постановке «Леди Лайонса» в Haymarket Theatre, в Лондоне.

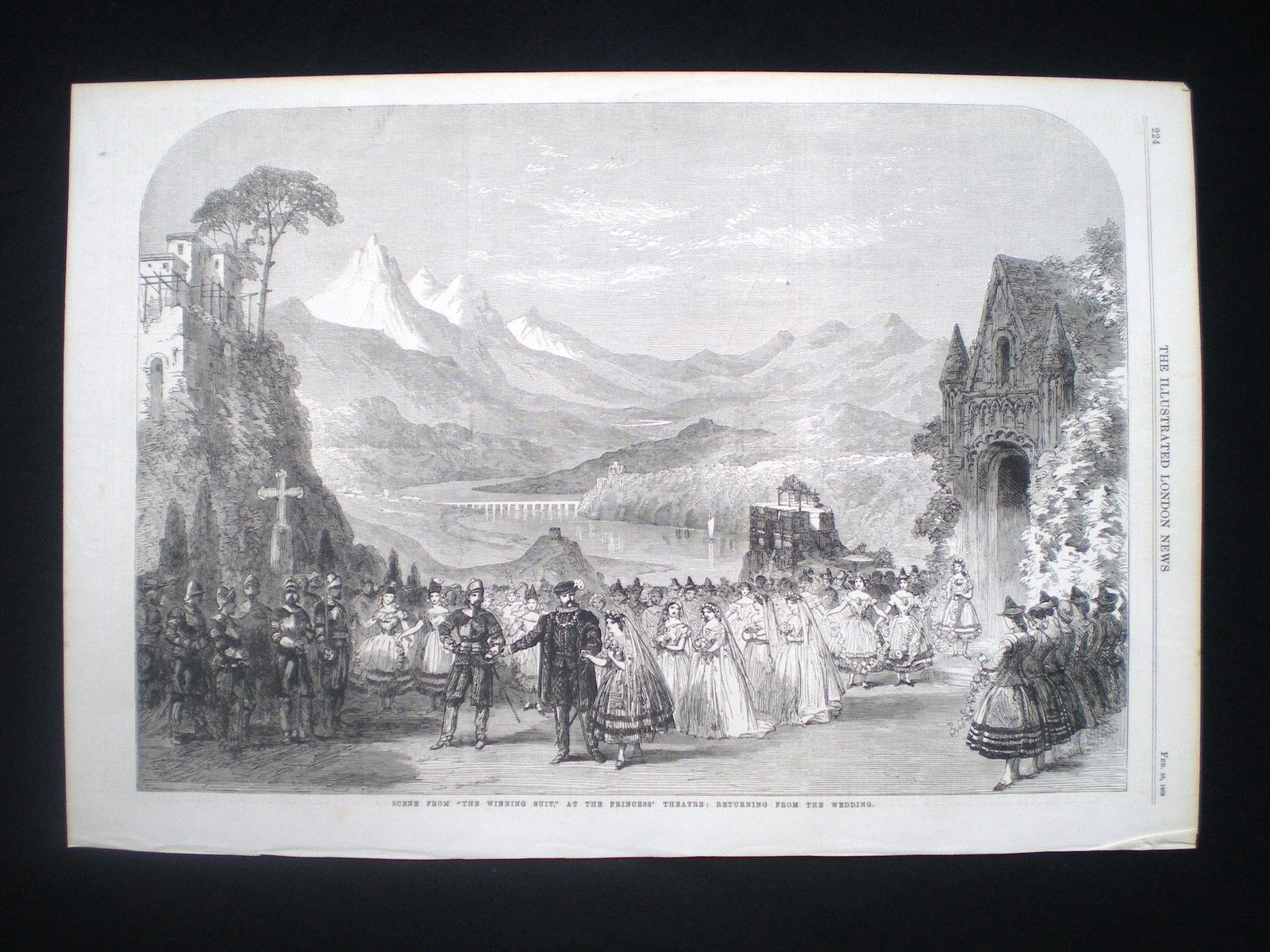
Сэджвик во время исполнения Выигрышной сьюиты. Illustrated London News

В 1863 году выступила в Princess's Theatre, в постановке Льюиса Филмора «Выиграшная сьюита». В 1869 году играла в постановке «Пинди Сингх» во время открытия Royal Albert Theatre. Постановка не имела успеха.
В 1871 году Сэджвик получила высокую оценку за выступление на благотворительном концерте в поддержку французов на концертной площадке Exeter Hall. Её персонаж «Сержант Базфаз» приводил зрителей в восторг.
Скончалась в Хейуордс Хет в 1897 году.